# Полянский сельсовет (Курская область)
Поля́нский сельсовет — муниципальное образование со статусом сельского поселения в Курском районе Курской области Российской Федерации.
Административный центр — село Полянское.

## История
Статус и границы сельсовета установлены Законом Курской области от 21 октября 2004 года № 48-ЗКО «О муниципальных образованиях Курской области».

## Население
| 2002  | 2010  | 2012  | 2013  | 2014  | 2015  | 2016  |
| ----- | ----- | ----- | ----- | ----- | ----- | ----- |
| 2024  | ↘1746 | ↘1675 | ↘1628 | ↗2034 | ↘2013 | ↘2002 |
| 2017  | 2018  | 2019  | 2020  | 2021  |       |       |
| ↗2084 | ↗2105 | ↘2091 | ↗2096 | ↘1757 |       |       |

## Состав сельского поселения
| №  | Населённый пункт | Тип населённого пункта       | Население |
| -- | ---------------- | ---------------------------- | --------- |
| 1  | 1-е Анпилогово   | деревня                      | ↘180      |
| 2  | 2-е Анпилогово   | деревня                      | ↘142      |
| 3  | Большое Лукино   | деревня                      | ↘77       |
| 4  | Жердево          | деревня                      | ↘20       |
| 5  | Жеребцово        | деревня                      | ↘226      |
| 6  | Жиляево          | деревня                      | ↘46       |
| 7  | Малое Лукино     | деревня                      | ↘28       |
| 8  | Нартово          | деревня                      | ↘19       |
| 9  | Пименово         | деревня                      | ↘80       |
| 10 | Полянское        | село, административный центр | ↘752      |
| 11 | Саморядово       | деревня                      | ↘65       |
| 12 | Тутово           | деревня                      | ↘45       |
| 13 | Хардиково        | село                         | ↘66       |